# 伊豆箱根鉄道3000系電車
伊豆箱根鉄道3000系電車（いずはこねてつどう3000けいでんしゃ）は、伊豆箱根鉄道駿豆線用の電車である。

## 概要
それまで駿豆線には親会社の西武鉄道（西武）や日本国有鉄道（国鉄）等の払下げ車で非冷房の17m級旧型車両が在籍しており、それらを置き換えて車体の大型化と冷房化を同時に行うために、1979年（昭和54年）から1997年（平成9年）の間に3両編成6本（18両）が導入された。
伊豆箱根鉄道としては、1971年（昭和46年）に導入した1000系第4編成以来の自社発注車両であり、また同社としては初めてカルダン駆動方式や冷房装置を採用した車両である。ブレーキシステムも同社初の発電ブレーキ併用電気指令式ブレーキであり、運転操作はそれまでのマスコンハンドル・ブレーキハンドル個別型から右手操作のワンハンドル式とされた。このハンドルと運転席デスクは、右手ワンハンドルを本格採用した京浜急行電鉄800形電車と同じ仕様であるが、動作表示灯については西武仕様のものが使われている。
本項では1次車から4次車までを「一次形」、5次車・6次車を「二次形」とする。

## 製造会社
製造は、東急車輛製造が担当した。以後、 伊豆箱根鉄道の自社発注車両はすべて同社で落成している。

## 車両概説

### 外観
先頭車前面は正面窓周辺が窪んだ他事業者車両にはない独特のデザインで、車体幅も2,900mmに拡大し裾を絞り込んでおり、戸袋窓と側窓の幅を揃えた調和の取れたデザインとなっている、また塗装配色においても、かつての西武車両の標準塗装であった赤とベージュのいわゆる「赤電」塗装から、伊豆の空と富士山の白雪をイメージした塗装とされた。
特に青は、別名「ライオンズブルー」と呼ばれており、のちに親会社の西武でも6000系や20000系で配色位置が異なるが、同じ色を使用するようになった。

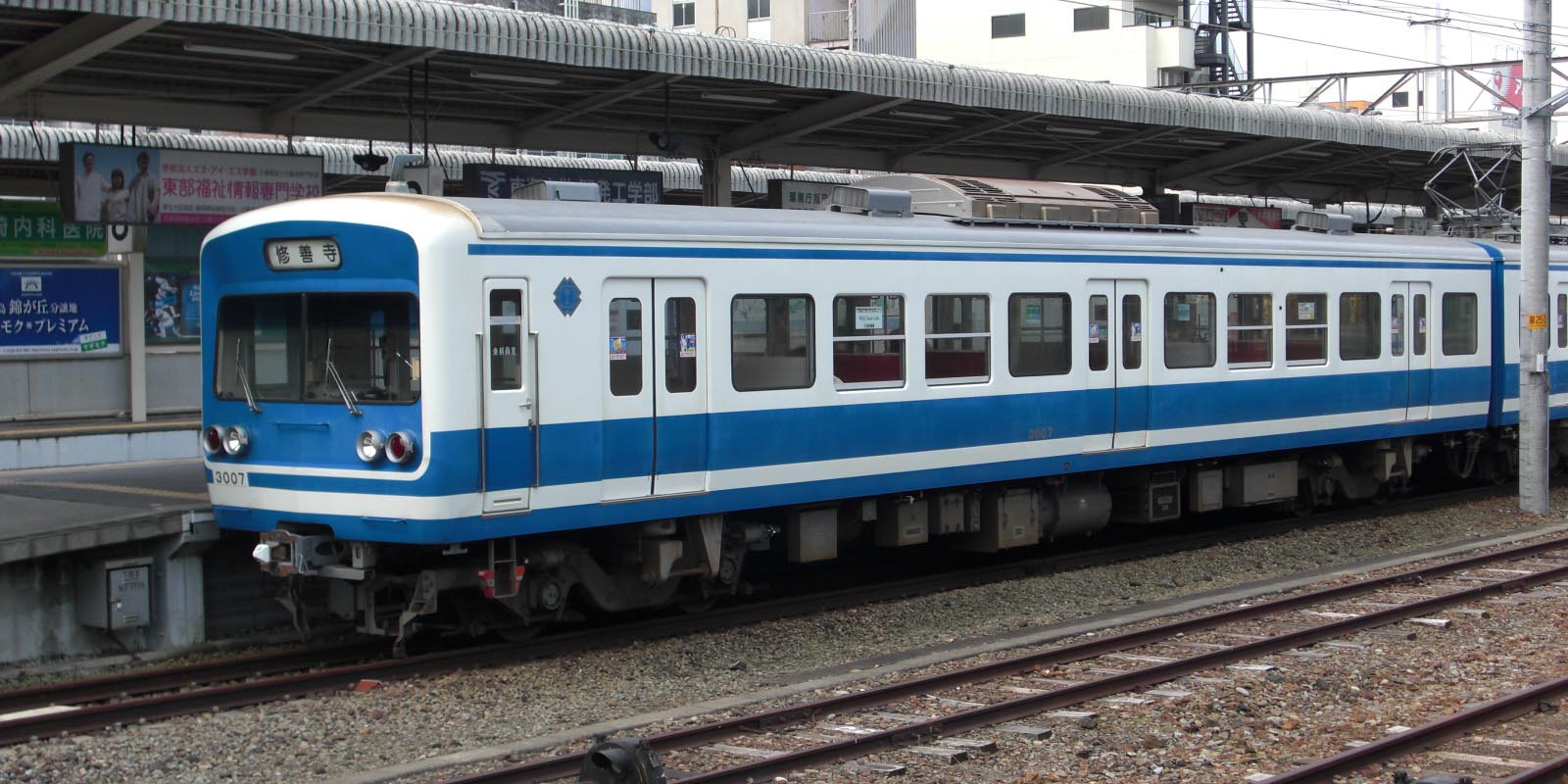
クモハ3007
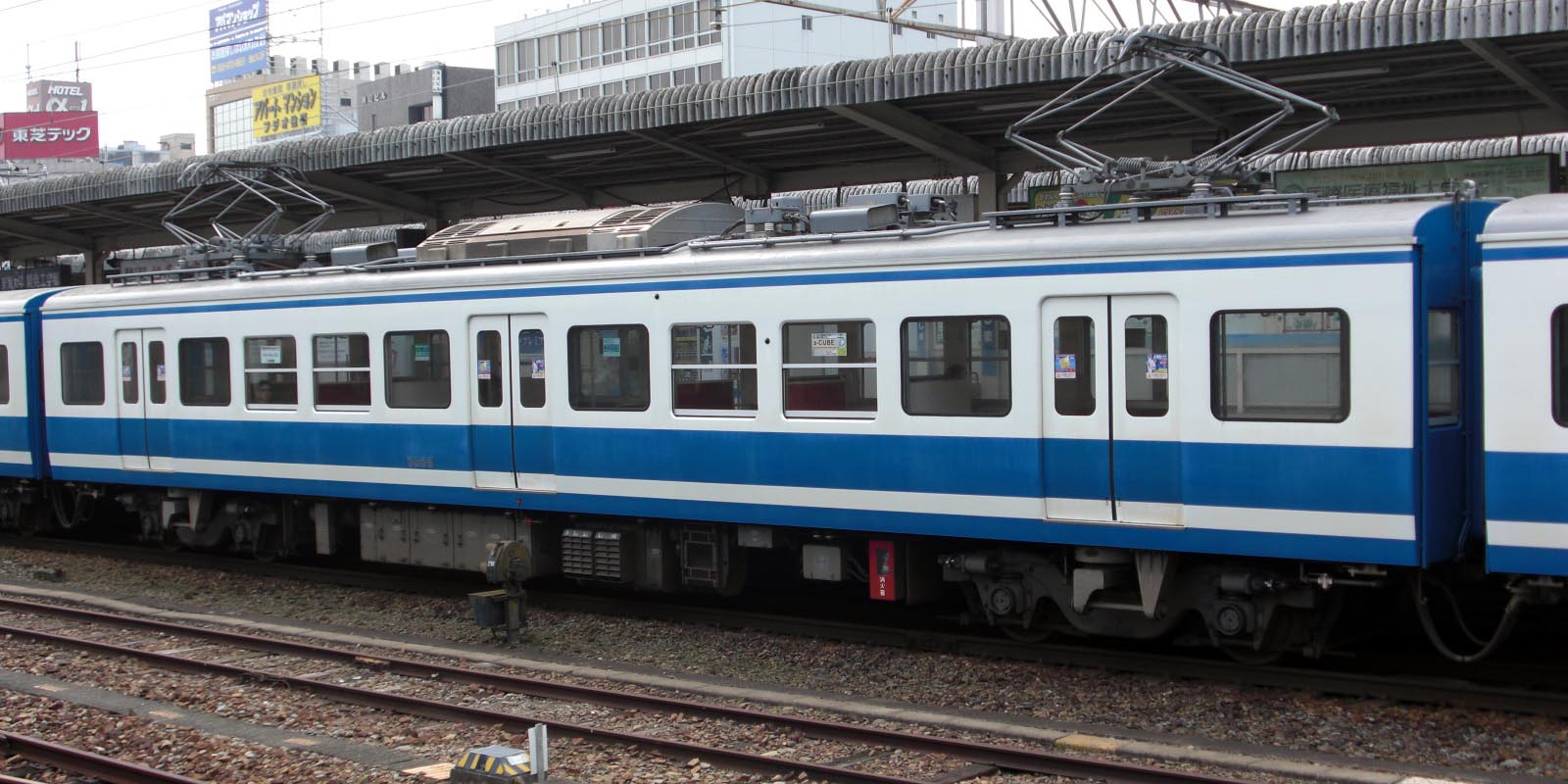
モハ3008
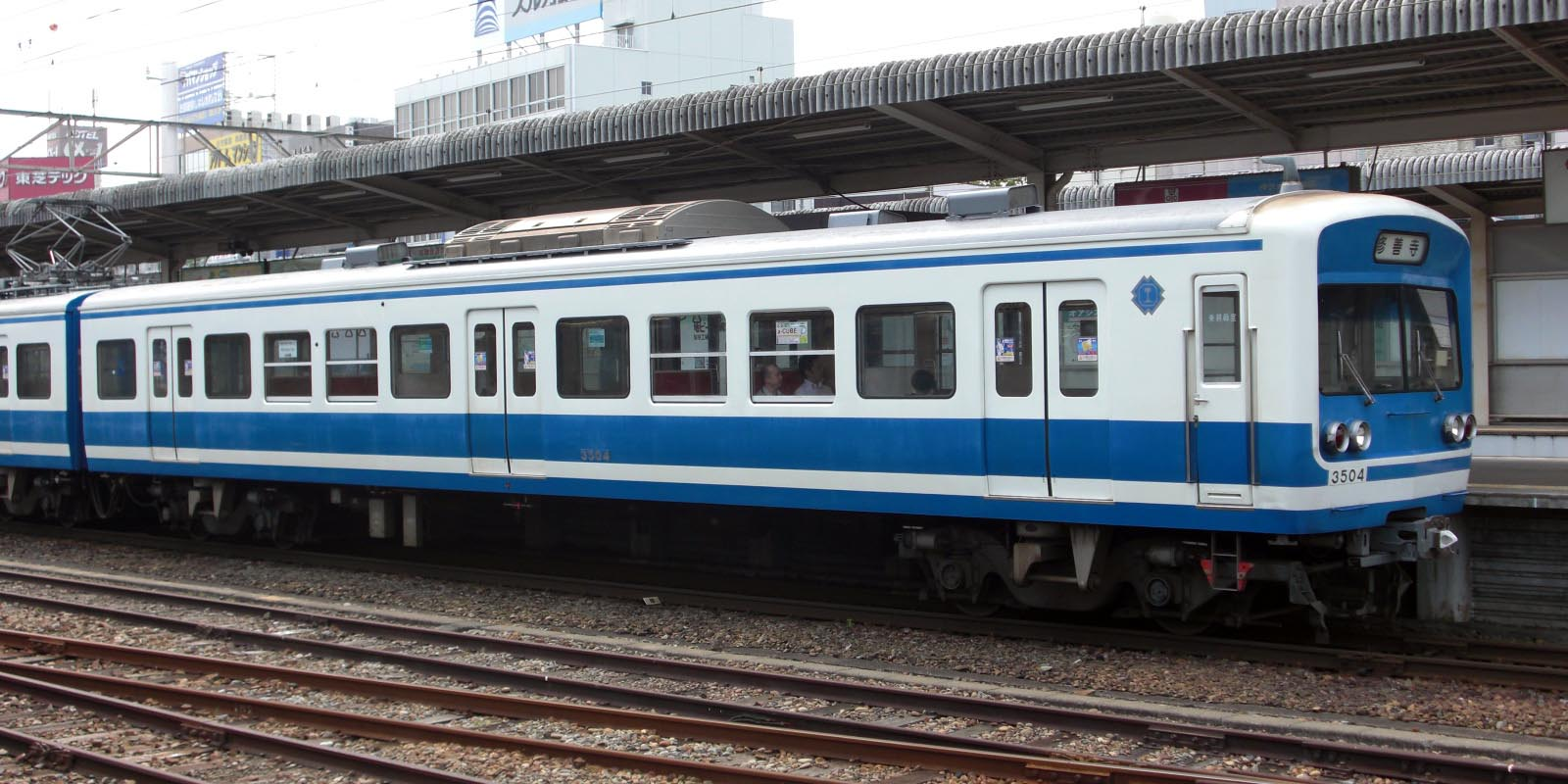
クハ3504

### 内装
一次形は暖色系でまとめ、内張・天井板は薄いベージュ色のコルク模様、座席モケットはワインレッド、床材は茶色で明るく落着いた内装とした。側窓と戸袋窓は視覚的に統一し、側窓は上段下降下段上昇の二段窓とした。下段窓は当初は100mmまで上昇できるようになっていたが、のちに開閉不能とされた。上段窓はバランサー付き下降窓とした。クモハ3000形とクハ3500形の通路には当初横引戸が設置されていたが現在では撤去されている。
二次形は座席モケットがオレンジ色とされたが、これは後に一次形にも波及した。シルバーシート（現在の優先席）は灰色として他の座席と区別されている。
座席配置は、通勤・通学需要と観光需要の両方を考慮してドア横と車端部にロングシートを設け、それ以外にボックスシートを配置するセミクロスシートが採用された。しかし、後に一部座席指定の快速列車に使用するためで第1編成のモハ3002は扉間転換クロスシートに改造された。二次形も同じく後述での経緯により一部座席配置が変更されたが、ほぼ同じ配置である。最終編成である第6編成では、座面形状をバケットシートとしている。

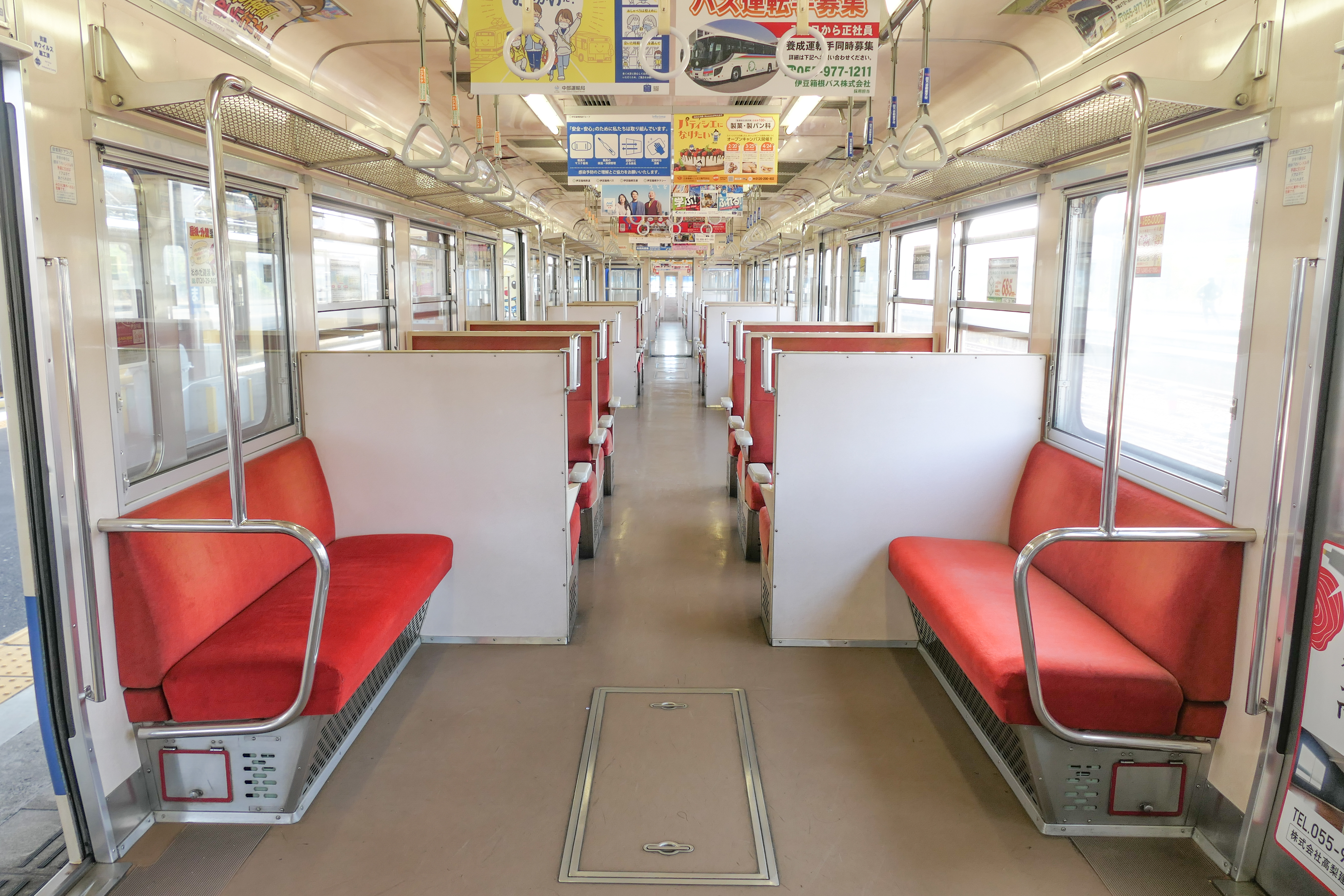
車内
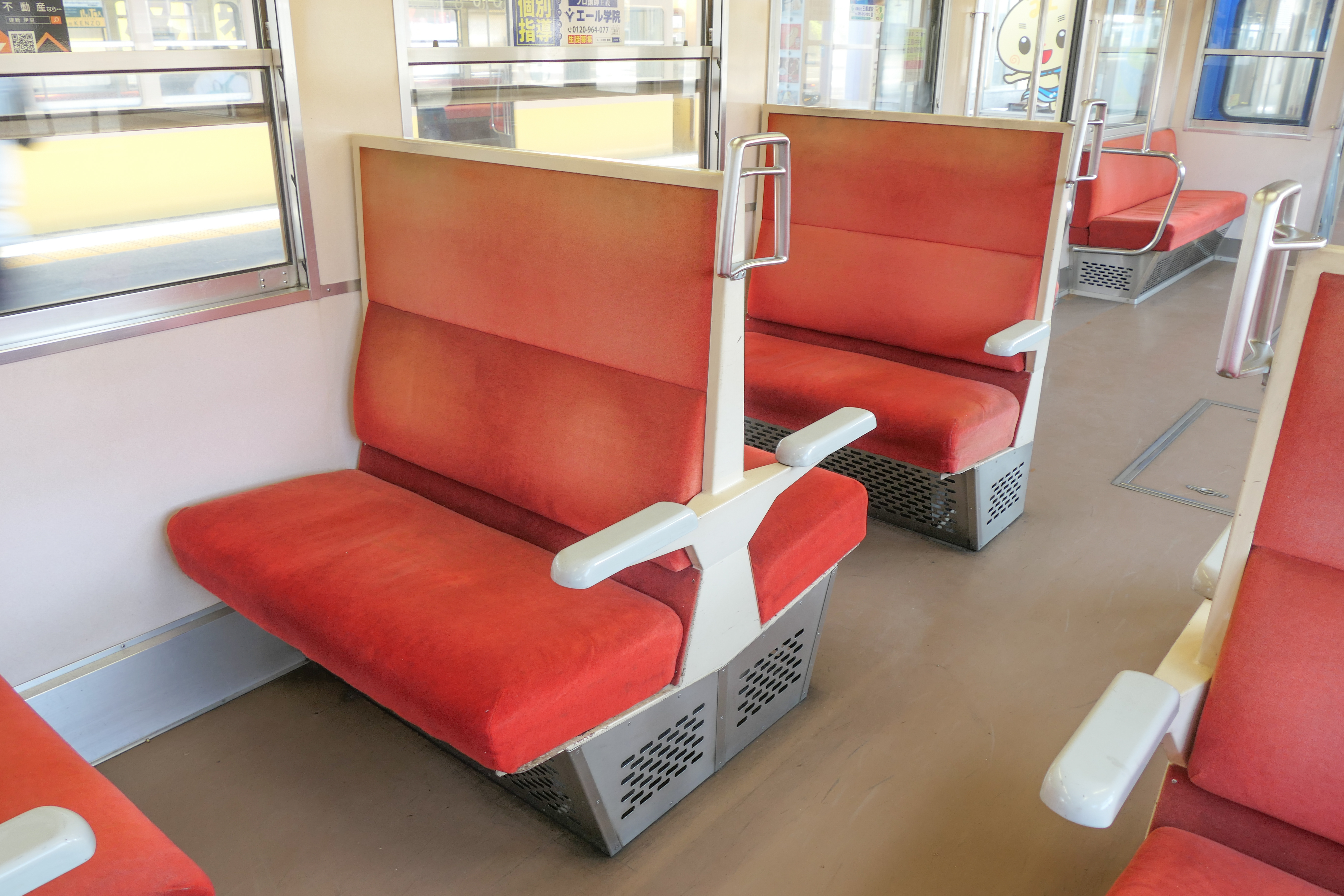
ボックスシート
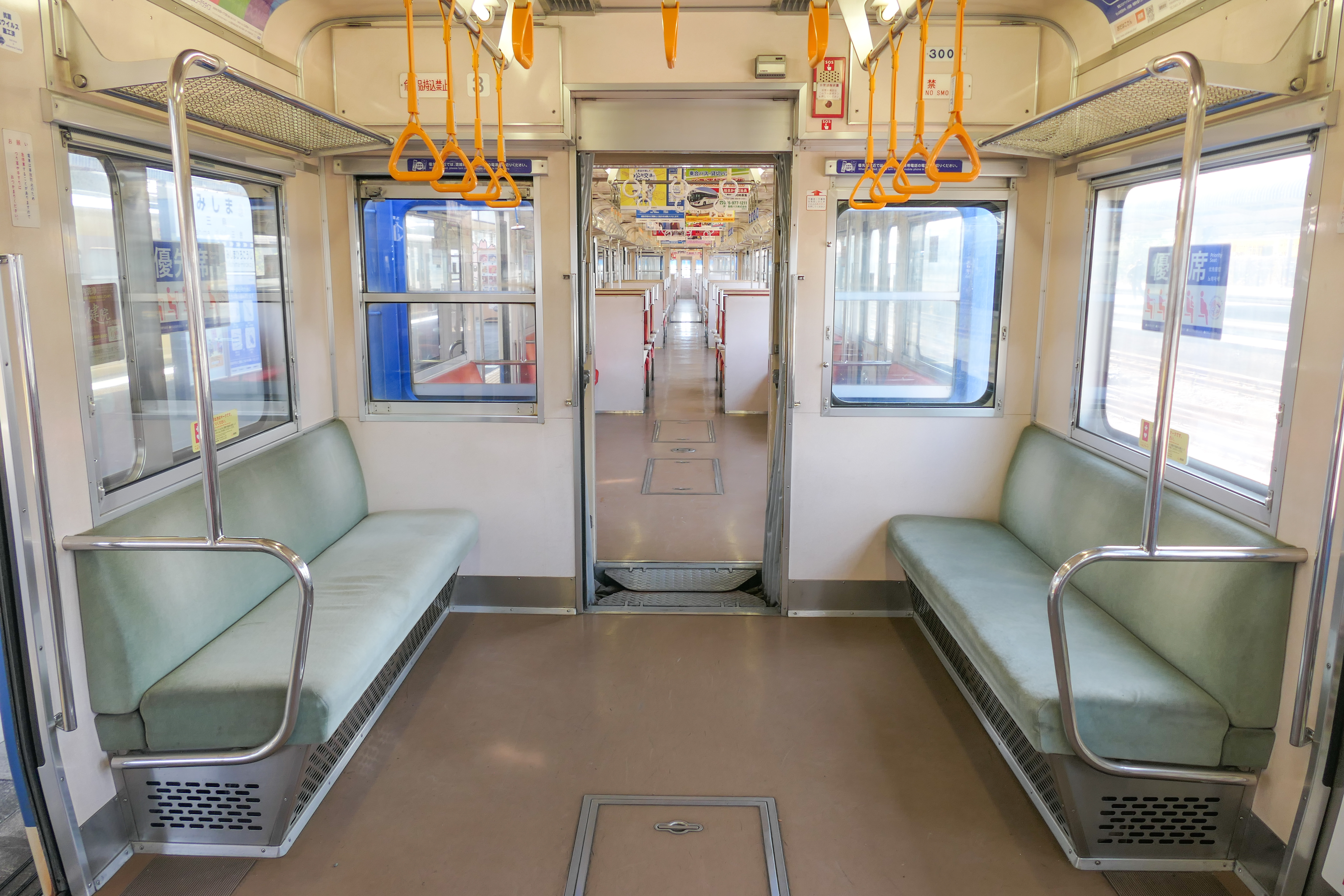
優先席
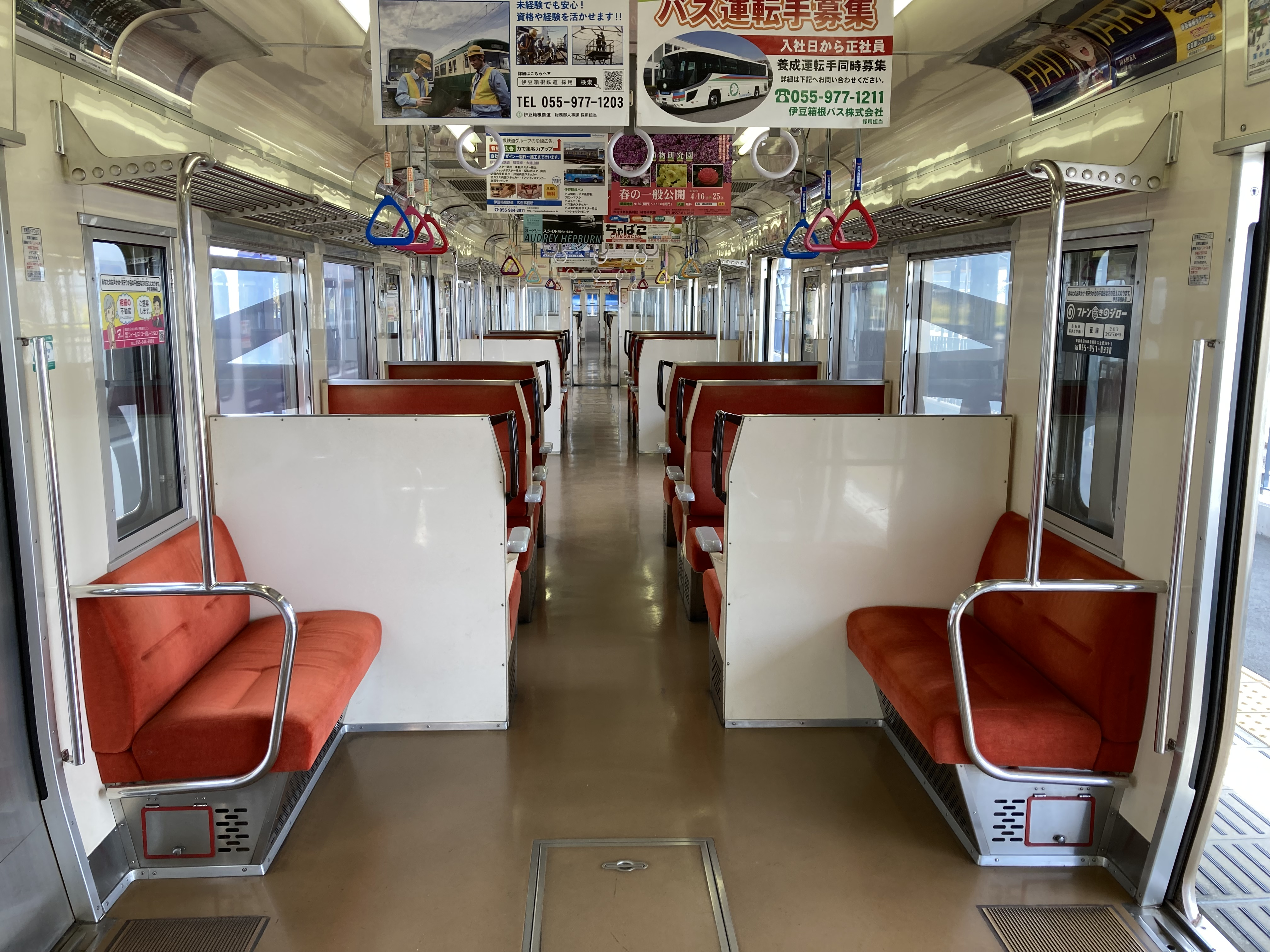
車内（第6編成）
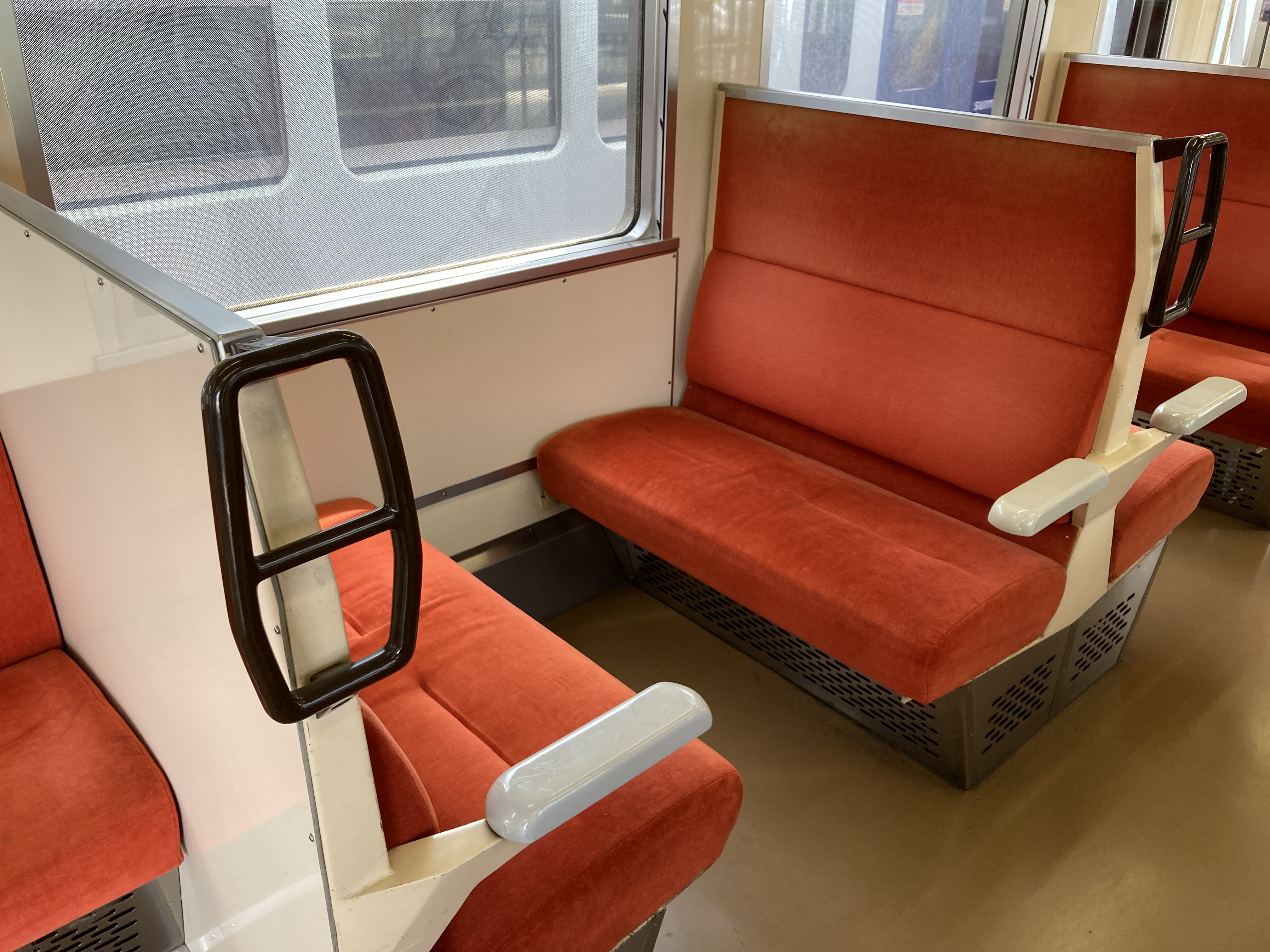
ボックスシート（第6編成）
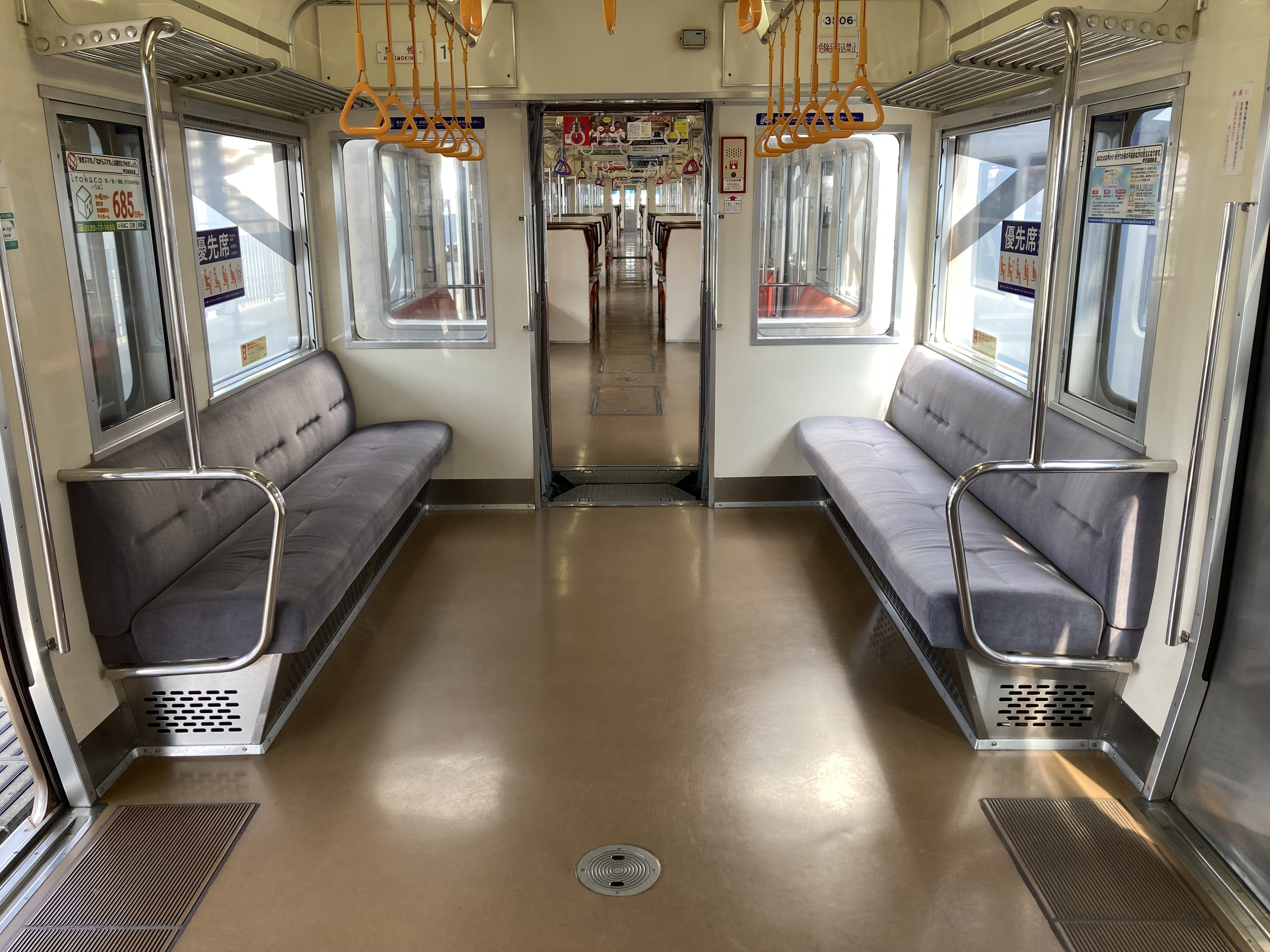
優先席（第6編成）
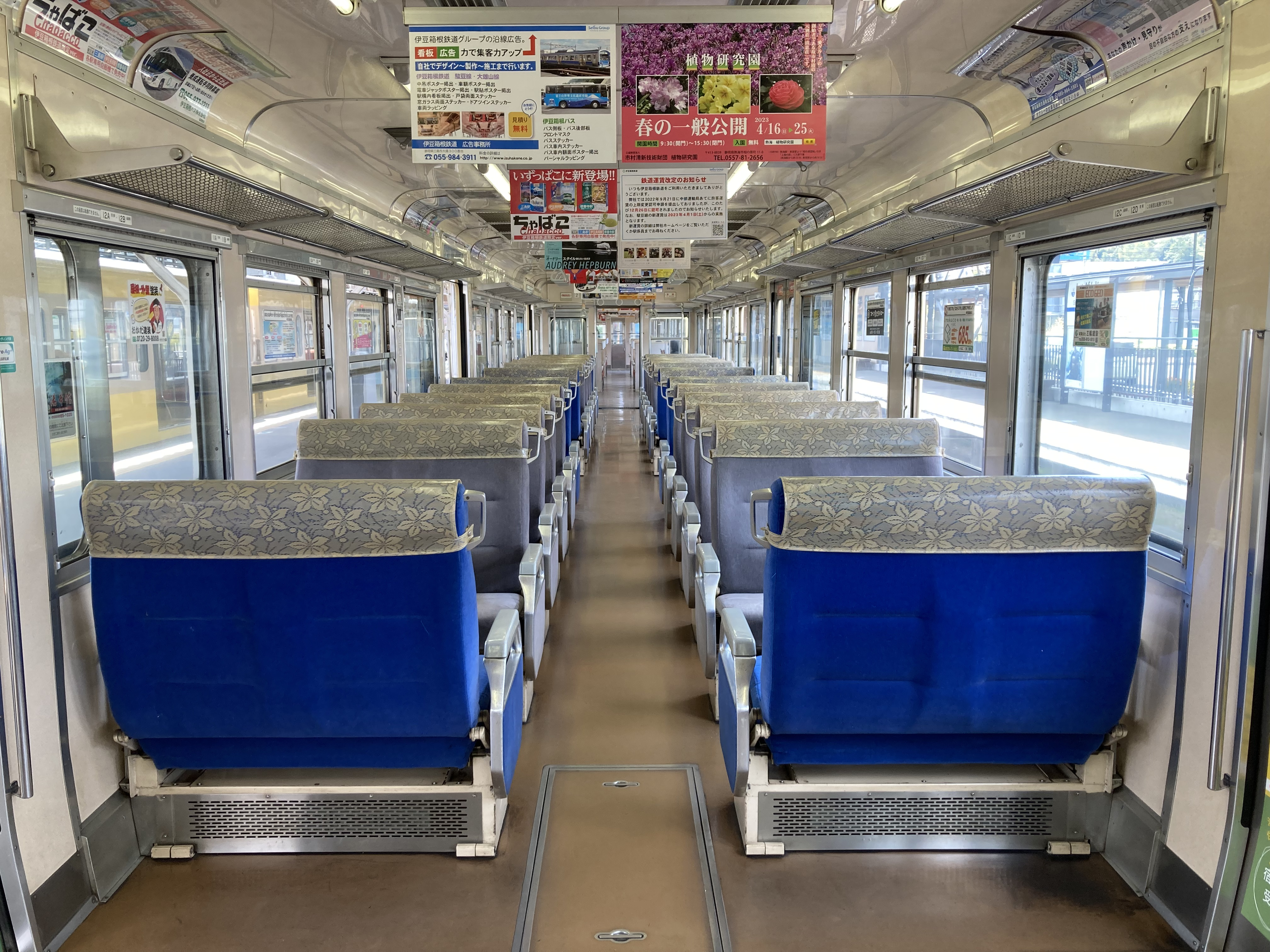
車内（第1編成 中間車）
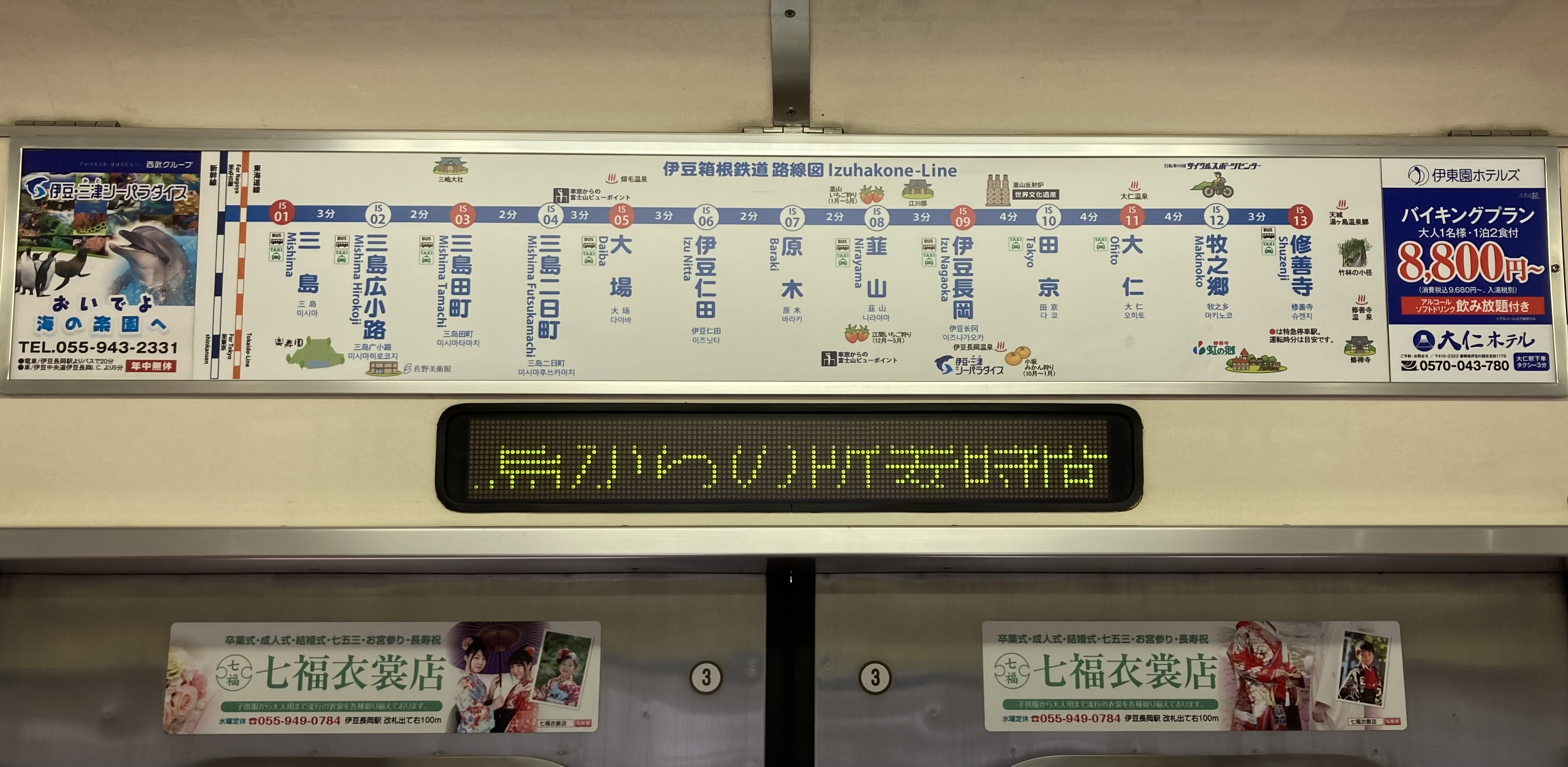
案内表示器
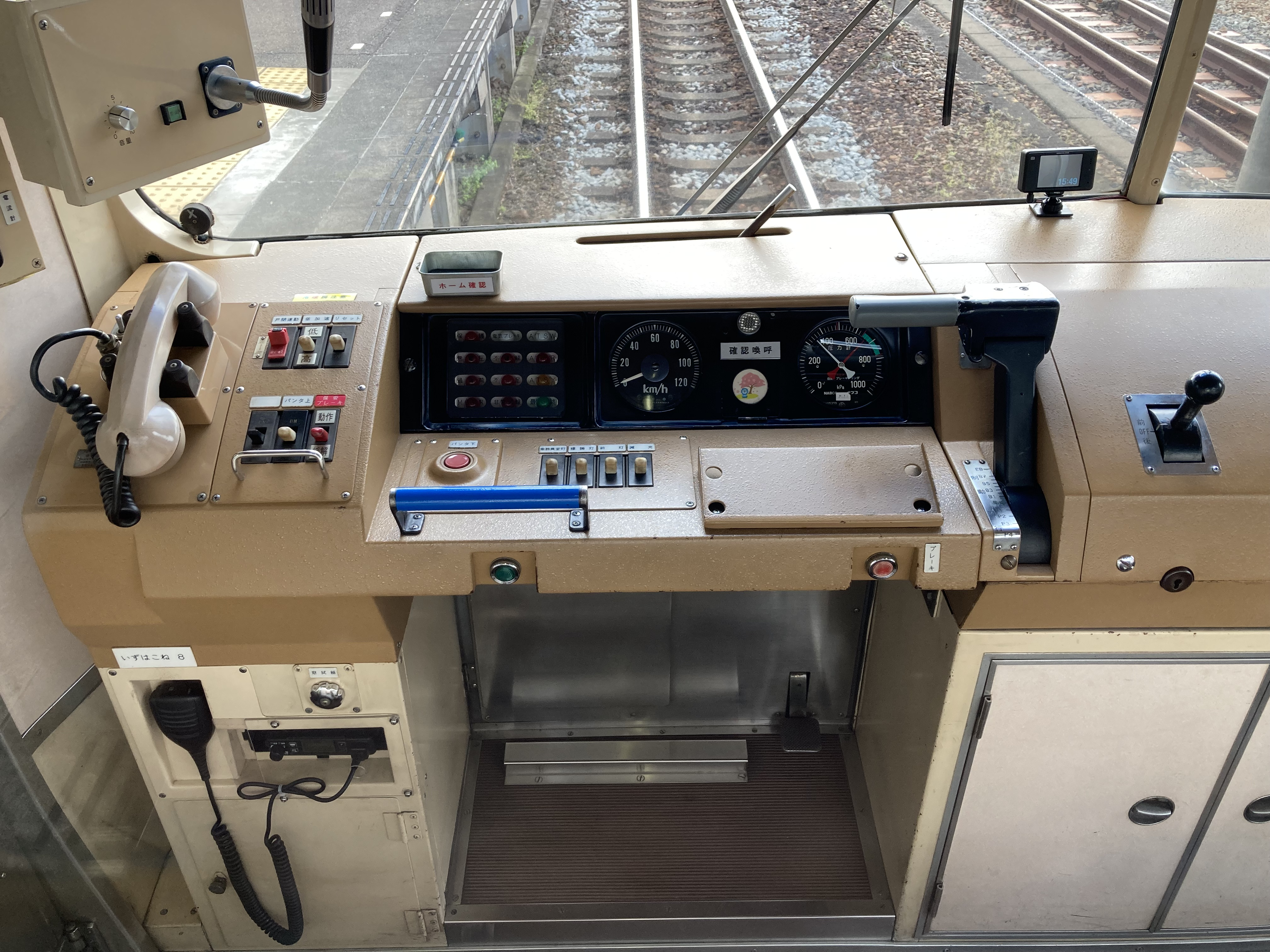
運転台（初期）
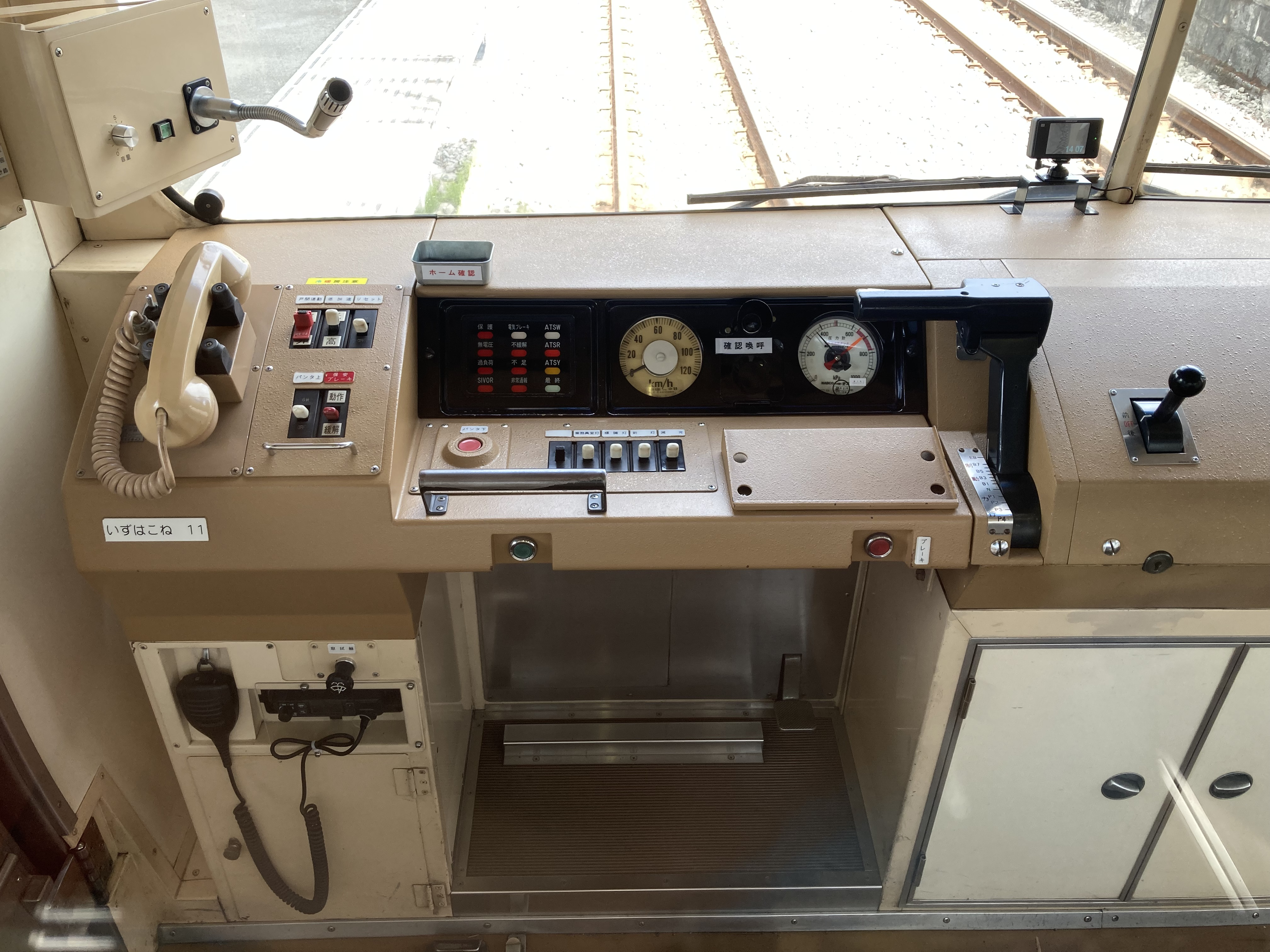
運転台（後期）

### 主要機器

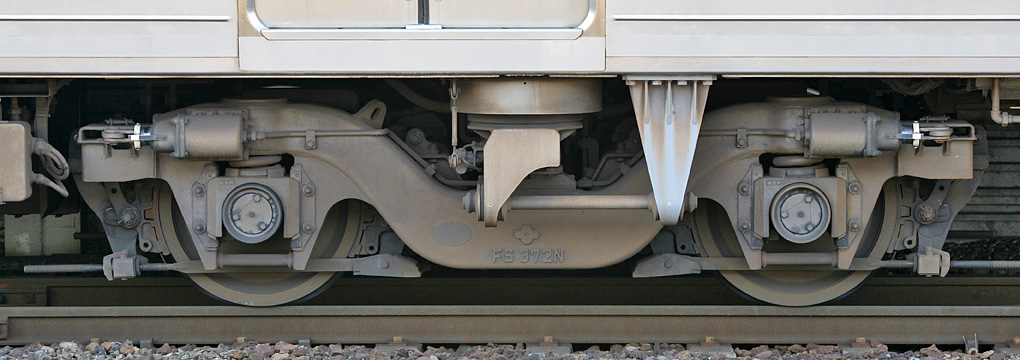
FS 372N形台車

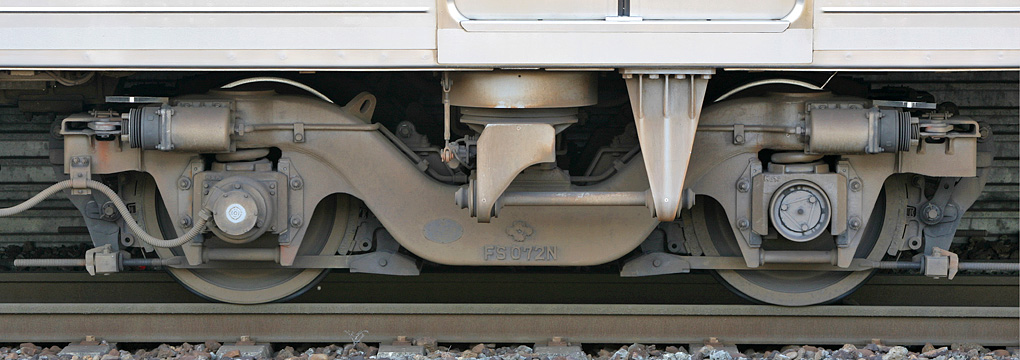
FS 072N形台車

主電動機の動力伝達方式には伊豆箱根鉄道で初めて中空軸平行カルダン駆動方式を採用した。主電動機は日立製作所HS-836-Krb型で出力は120kW（端子電圧375V時）、歯車比は86:15＝1:5.73である。
制御装置は1000系で実績のあった三菱電機製のABFM-168-15MDH系電動カム軸抵抗制御式多段型制御装置を採用した。この制御装置は今後のダイヤ変更や乗り入れ等を考慮し、起動加速度を切替える機能が同社で初めて装備された。
制動装置は日本エヤーブレーキ（現:ナブテスコ）製のHRD1-D型電空併用電気指令式電磁直通ブレーキを搭載した。以後、 伊豆箱根鉄道の自社発注車ではこのブレーキ方式が標準となり、さらに、本形式の二次形からは遅れ込め制御が追加された。
補助電源装置は、一次形は冷房装備の設置や主制御器の無接点装置を交流電源化にした関係上、従来の電動発電機に代わりブラシレスの三相交流440V 120kVAの出力のものを搭載しているが、二次形において車体のステンレス化と共に機器の軽量・メンテナンスフリー化を考慮して一次形と同能力の静止形インバータ（SIV）に変更し搭載された。また、バッテリーで駆動するバックアップ用の小容量のSIVを搭載して冗長性を高めている。
空気圧縮機は一次型ではHB2000CB形（容量:2000l/min）を搭載しているが、二次型では同容量のHS-20形に変更して、静音性を向上させている。
パンタグラフは中間電動車であるモハ3000形に2基搭載している。第5編成までは工進精工所製のKP62AS形菱形パンタグラフを装備したが、最終編成である第6編成では5000系後期車及び7000系との部品共用化を図るため、東洋電機製の下枠交差型パンタグラフのPT48系に変更し搭載された（後述）。
台車はいずれも住友金属工業製で、軸箱支持機構はペデスタル式、枕ばねにはダイヤフラム式空気ばねを採用し、電動車はFS372N形、制御車はFS072N形である。これらの台車は親会社である西武鉄道の当時の標準台車であった西武101系や2000系等に採用されたものを当社向けに改良を行い採用した。
冷房装置は、42,000kcal/hの能力を持つ三菱電機製の集中式冷房装置CU-72C形である。

### ワンマン運転対応改造
2008年頃に全編成の運転席にワンマン表示板、ワンマン・ツーマン切替スイッチ、戸閉め放送スイッチが設置された。2009年4月1日から駅収受方式でのワンマン運転が開始され、運転台の右側に「ワンマン」と表記されたプレートが設置された。

## 増備による変遷

### 1次形
車体は普通鋼製で、1979年に1次車として第1編成が落成、以後1982年（昭和57年）までに毎年1編成ずつ合計4本が落成し、それまでの旧型車両は1000系を除いて同社大雄山線に転出もしくは廃車され、駿豆線に所属する全編成が20m大型車体に統一された。
その後、バブル景気下の1988年（昭和63年）に一部座席指定の快速列車として運用するために、第1編成の中間電動車モハ3002は扉間の座席を転換クロスシート（車端部はロングシートのまま）に改造された。快速列車は1998年（平成10年）3月末で廃止されたが、2019年現在もモハ3002の座席構造に変化はない。
すべての編成で吊手を増設している。枕木と平行に先頭車は15個（3×5組）、中間車はモハ3004・3006・3008は18個（3×6組）設置した。モハ3002は当初6個（3×2組）だったが、中間乗車口に線路に平行する形で6個（3×2組）を、吊手棒を介さないで取り付けられた（7000系と同じ方法）。2008年には、優先席部分の吊手が黄色に変更された（2次形も同様）。
2010年1月から第2編成、2月に第1編成と第3編成、3月に第4編成に新幹線N700系電車などで使われている音色のドアチャイムが設置されている。なお第6編成や1300系と異なり、車内案内表示器は設置されていない。
2008年に各車両の各ドアには車両・ドア位置案内プレートが、各車両の車端部(外側も含む)には号車表記が貼付けられた。号車表記は修善寺側から1号車・2号車・3号車となっている。

### 2次形
非冷房車である1000系後期編成（元西武501系の譲受車）の置き換えのために、5次車として第5編成が1987年（昭和62年）に導入された。
車体は国鉄211系電車に準じた軽量ステンレス製とされ、1両あたり約2tの軽量化が達成された。前面デザインは大雄山線用の5000系と同一とされ、また側面は戸袋窓の寸法変更および側窓の1段下降式への変更、座席配置も車端部ロングシートの定員変更などもあり、211系に近い印象になった。この変更の理由として、1次形では乗務員室直後に戸袋があってその部分に座席はなかったが、社会科見学で大場工場を訪問した小学生から乗務員室直後に座席を設置してほしいとの要望があり、それを反映させたためである。のちの全般検査の際にユニバーサルデザインの一環として、同じ部分の助士席側座席を撤去し、車椅子スペースを設けた。車体配色はステンレス地に青帯である。
その後、西武701系電車の譲受車である1100系の入線や、快速運用やJR東海道本線への乗り入れを考慮し全座席を転換クロスシートとした7000系の登場により、しばらく増備はなかった。
しかし7000系はその構造上、朝夕ラッシュ時の通勤・通学利用客から乗降に不便との意見が寄せられ、本来7000系が目的とした東海旅客鉄道（JR東海）への直通運転計画も事実上頓挫したことから、同系列の増備は2編成で打ち切られ、再び本系列が増備されることになった。こうして1997年に落成したのが第6編成であり、非冷房であった1000系自社発注車を置き換え、駿豆線の旅客車両冷房化率100%を達成した。
第6編成は7000系や5000系後期車と部品の共通化を図り、パンタグラフは菱形から下枠交差形に変更され、前部排障器（スカート）の装着、ワイパーの電動化、前面行先表示器を幕式からLED式とし、側面にも行先表示器を設置し、車内案内表示器も設置された。車内案内表示器は7000系第2編成に続いて採用されたが、7000系の乗務員扉・貫通路上部の2か所に対し、客用扉上部に点対称に3か所設置された。
第5編成は2010年2月、第6編成は同年10月にドアチャイム（JR東海N700系と同じ音色）を設置し、これで全6編成への設置が完了した。
こちらもすべての編成で吊手が増設され（一次形と同じ方式）、2008年に車両・ドア位置案内プレートと号車表記が貼り付けられている。

## 編成
編成および製造時期等を以下に記す。全車が東急車輛で落成した。
凡例
- CONT：主制御器
- MG：電動発電機
- SIV：静止形インバータ
- CP：空気圧縮機

|                          |          | ← 三島修善寺 →           |                        |                 |          |                                                                                     |
| 車体                     | 形式     | クモハ3000形 (Mc) 奇数車 | モハ3000形 (M') 偶数車 | クハ3500形 (Tc) | 製造年度 | 備考                                                                                |
| 車体                     | 機器配置 | MG（二次形はSIV）CP      | CONT                   |                 | 製造年度 | 備考                                                                                |
| 1次形 （鋼製車体）       | 第1編成  | 3001                     | 3002                   | 3501            | 1979年   | 軌道線カラー 1988年、モハ3002に転換クロスシート化改造を施工                         |
| 1次形 （鋼製車体）       | 第2編成  | 3003                     | 3004                   | 3502            | 1980年   | アパマンショップHM付き                                                              |
| 1次形 （鋼製車体）       | 第3編成  | 3005                     | 3006                   | 3503            | 1981年   |                                                                                     |
| 1次形 （鋼製車体）       | 第4編成  | 3007                     | 3008                   | 3504            | 1982年   |                                                                                     |
| 2次形 （ステンレス車体） | 第5編成  | 3009                     | 3010                   | 3505            | 1987年   |                                                                                     |
| 2次形 （ステンレス車体） | 第6編成  | 3011                     | 3012                   | 3506            | 1997年   | ラブライブ仕様（HAPPY PARTY TRAIN） LED式行先表示器、車内案内表示器、スカートを設置 |

### ヘッドマーク・ラッピング
2008年11月には、第2編成・第4編成に埼玉西武ライオンズのプロ野球日本シリーズ優勝を記念したヘッドマークが装着された。また同年12月から2009年5月6日まで7000系第2編成（2009年3月からは7000系第1編成）とともに第1編成が、沿線の伊豆の国市で開催のいちご狩りをPRするヘッドマークを装着した。
2011年11月から第2編成の客用扉に、十国峠レストハウスなどで販売されているスイーツ「南箱根十国館」のラッピングが施された。
2015年4月18日から9月末まで第2編成に、沿線にあるサイクルスポーツセンターが舞台となった縁から『劇場版 弱虫ペダル』のラッピングが施された。
2016年4月27日から第1編成に、MVに伊豆・三津シーパラダイスがロケ地になったことによる縁で、Aqoursの2ndシングル「恋になりたいAQUARIUM」の発売を記念した『ラブライブ!サンシャイン!!』のラッピングが施された。装飾シールの劣化に伴い、2018年3月25日に運行終了、同年4月1日に修善寺駅で開催されたイベントをもって公開を終了した。その後、1963年まで運行していた軌道線の車両と同じ塗色（緑色とクリーム色）に変更され、6月12日から営業運転が開始された。これに先立ち、5月26日に大場工場で開催の「駿豆線開業120周年記念イベント」で、作業途中の状態が公開された。2019年12月4日から16日まで、誕生から40周年を記念するヘッドマークを装着して運転した。同年12月17日から、3月 - 9月に運転された韮山高校に続いて、伊豆総合高校写真部の作品を使用した『いずっぱこGEO TRAIN』の第2弾の運転が開始された。
第5編成は、2010年1月から5月まで7000系第1編成とともに、沿線の伊豆の国市で開催のいちご狩りをPRするヘッドマークを装着した。
2017年4月8日から、第6編成は、「ラブライブ!サンシャイン!!」の主人公たちによるスクールアイドル「Aqours」の3rdシングル「HAPPY PARTY TRAIN」の発売（4月5日）に伴い、新しくデザインされたラッピング電車を運行。2009年からの西武鉄道グループコーポレートカラー「レジェンドブルー」をベースカラーとし、「HAPPY PARTY TRAIN」の衣装でポーズを決める「Aqours」のメンバーたちが、1車両の片側に3名ずつラッピングされた車両全体のフルラッピング（同社鉄道車両では初）となっている。またこれに合わせ、前面の帯も「ライオンズブルー」から「レジェンドブルー」に変更された（第5編成は「ライオンズブルー」のまま）。
第5編成は、2022年1月9日から、NHK大河ドラマ『鎌倉殿の13人』の放送開始に併せて、小栗旬演ずる北条義時をあしらったラッピング電車の運行を開始した。同年12月18日の本放送終了に伴いラッピング装飾を解除して、現在は通常形態に戻っている。

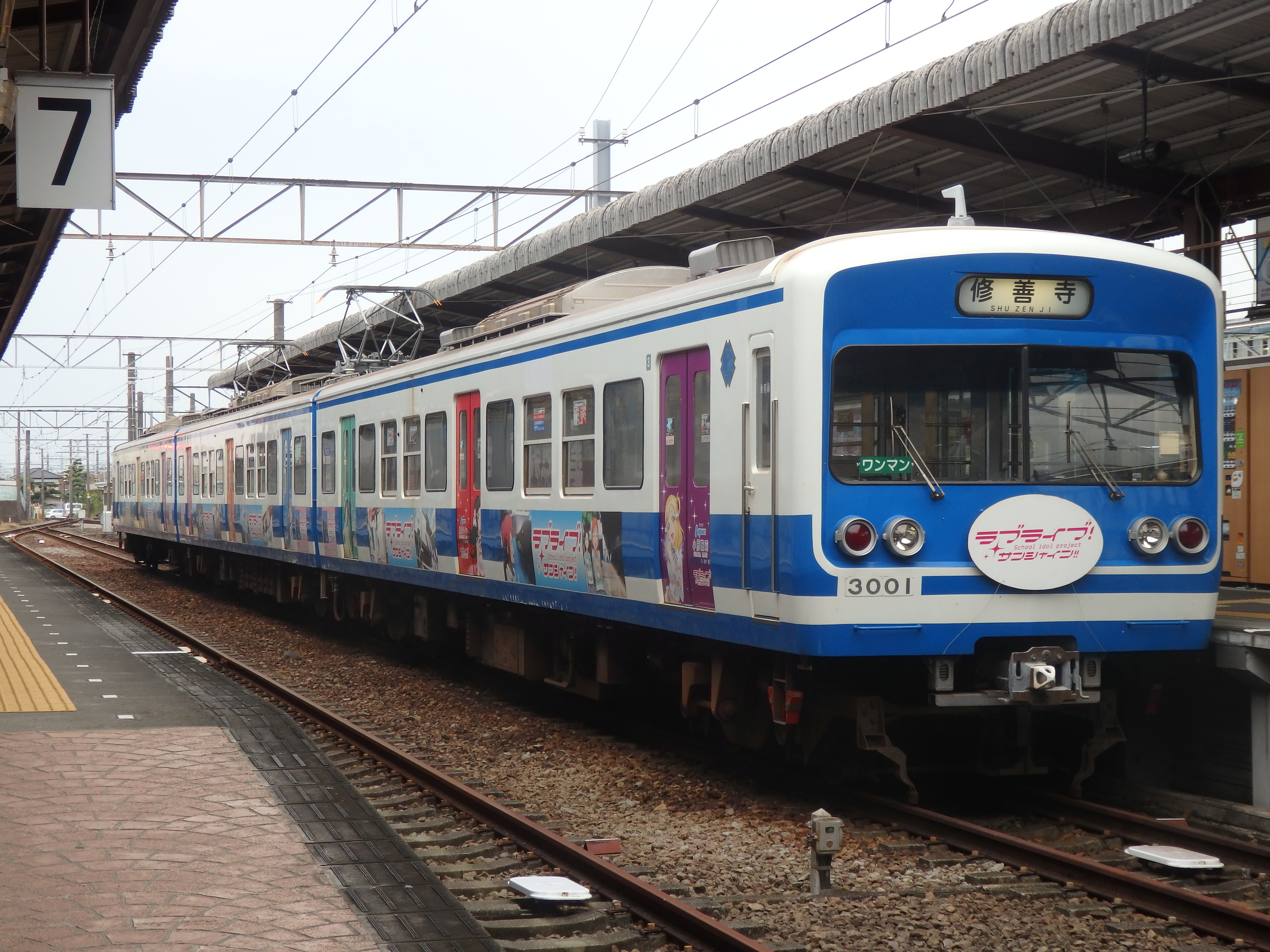
3000系第1編成「ラブライブ」ラッピング仕様
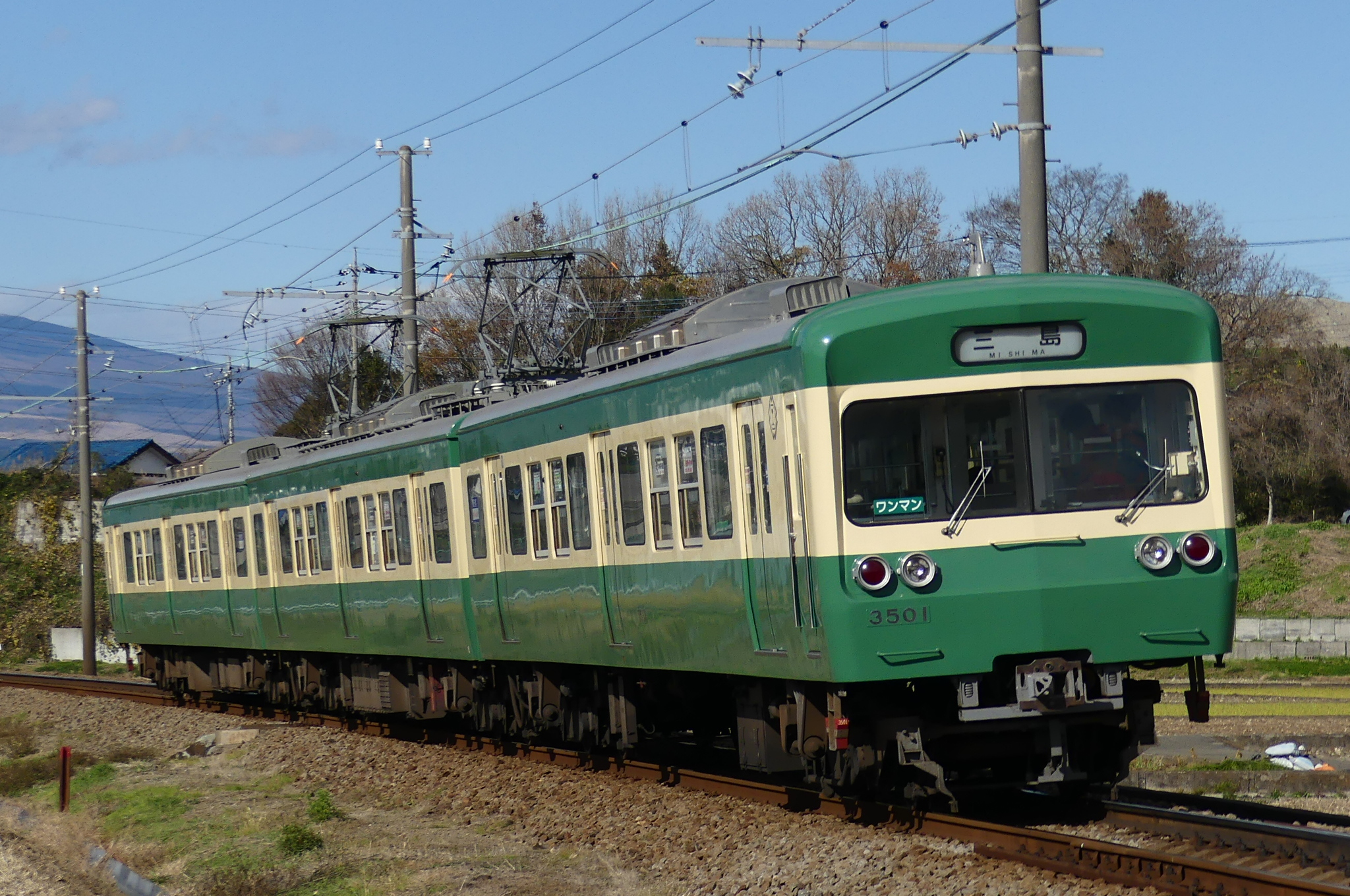
3000系第1編成・軌道線カラー仕様
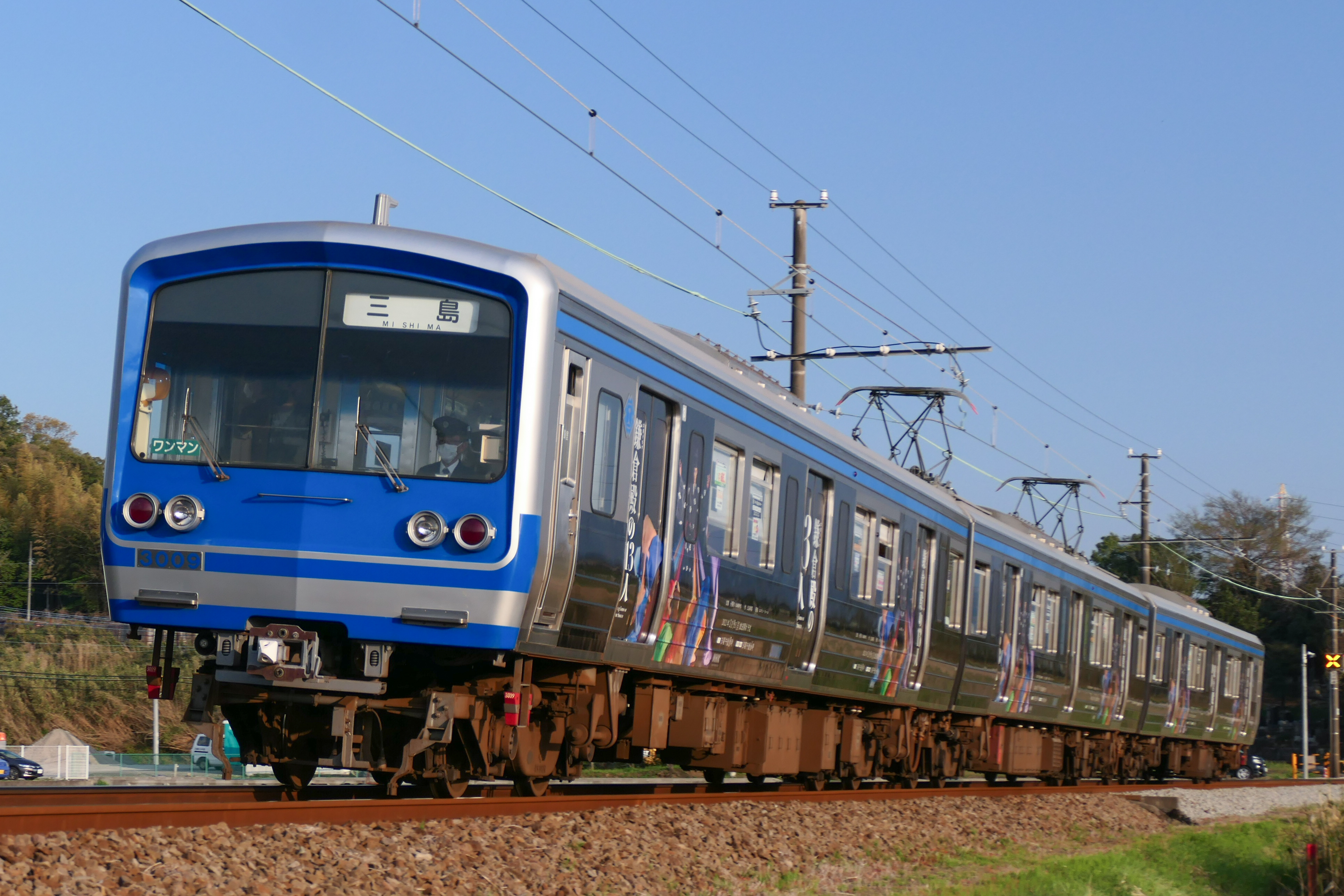
3000系第5編成「鎌倉殿の13人」仕様
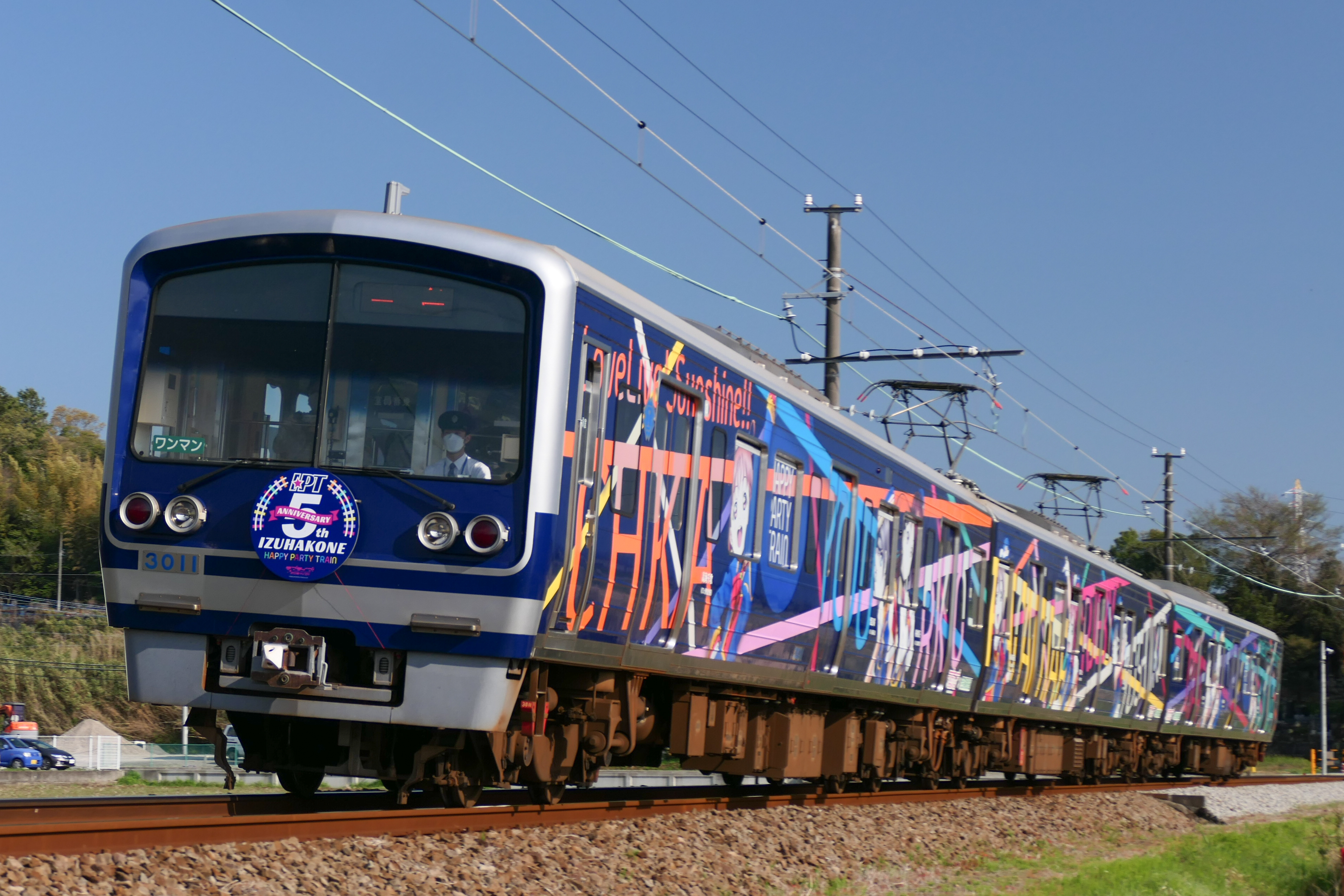
3000系第6編成「ラブライブ」仕様